# کلروبنزن
کلروبنزن (به انگلیسی: Chlorobenzene) با فرمول شیمیایی C۶H۵Cl یک ترکیب شیمیایی با شناسه پاب‌کم ۷۹۶۴ است. که جرم مولی آن 112.56 g/mol می‌باشد. شکل ظاهری این ترکیب، مایع بی‌رنگ است.
کلروبنزن یک ترکیب آلی معطر با فرمول شیمیایی C6H5Cl است. مایع بدون رنگ و قابل اشتعال با بوی بادام شیرین که یک حلال رایج و یک ماده واسطه در ساخت بسیاری از مواد شیمیایی است. عمده استفاده از کلروبنزن به عنوان واسطه در تولید کالاهایی مانند علف کش ها، مواد رنگی و لاستیک است. کلرو بنزن همچنین به عنوان حلال در ساخت چسب، رنگ و داروها استفاده می شود.

## تولید
برای اولین بار در سال ۱۸۵۱ کلروبنزن در حضور کاتالیزور اسید لوئیس مانند فریک کلرید، گوگرد دی کلرید و آلومینیوم کلرید بی آب تولید شد.

## کاربرد
قبلا از کلرو_بنزن برای تولید فنل استفاده می شد. این واکنش به عنوان فرآیند داو معروف است که با استفاده از سدیم هیدروکسید مذاب و بدون حلال انجام می شود. این واکنش همچنین دارای محصول فرعی نمک است.
C۶H۵Cl + NaOH → C۶H۵OH + NaCl
امروزه عمده ترین کاربرد آن در تولید سموم دفع آفات DDT از طریق واکنش با تری کلرو استالدئید در حضور سولفوریک اسید است.

## ایمنی
کلروبنزن دارای سمیت کم تا متوسط است که می تواند برای چندین ماه در خاک، به مدت چند روز در هوا و کمتر از یک روز در آب بماند. با ورود به بدن، به طور معمول از طریق هوای آلوده، از طریق ریه ها و دستگاه ادراری دفع می شود. اثرات سمی آن بر انسان باعث خستگی، حالت تهوع، بی حالی، سردرد و سوزش پوست و چشم می شود. قرار گرفتن در معرض غلظت بالای این ماده شیمیایی می تواند باعث صدمات شدید به کبد و کلیه ها شود.